# Move Your Body (canción de Sia)
«Move Your Body» es una canción interpretada por la cantante y compositora australiana Sia escrita originalmente para la cantante colombiana Shakira perteneciente a su álbum de estudio This Is Acting. Esta cuenta con una remezcla hecha por el DJ Alan Walker en la versión de lujo del álbum. La canción fue lanzada al mercado musical el 29 de septiembre de 2016 por RCA Records y Monkey Puzzle Records. 
El 7 de enero de 2017 se dio a conocer oficialmente que «Move Your Body» en su versión single remix sería el cuarto y último sencillo de This Is Acting revelándose una portada alusiva a sus presentaciones durante el Nostalgic for the Present Tour.

## Certificaciones
| País   | Organismo certificador | Certificación | Ventas certificadas | Ref.  |
| ------ | ---------------------- | ------------- | ------------------- | ----- |
| México | AMPROFON               | Oro           | 30,000              | [ 2 ] |